# Derkacze (Lubusz)
Derkacze [pronunciación en polaco: /dɛrˈkat͡ʂɛ/] (en alemán: Dicking) es un pueblo ubicado en el distrito administrativo de Gmina Dobiegniew, dentro del Condado de Strzelce-Drezdenko, Voivodato de Lubusz, en Polonia occidental. Se encuentra aproximadamente a 6 kilómetros al noreste de Dobiegniew, a 24 kilómetros al noreste de Strzelce Krajeńskie, y a 49 kilómetros al noreste de Gorzów Wielkopolski.
Antes de 1945, el área fue parte de Alemania.